# Departamento Caazapá
Caazapá (Guaraní: Ka'asapa) ist ein Departamento in Paraguay mit etwa 187.000 Einwohnern. Es ist einer von insgesamt 17 Verwaltungsbezirken. Er grenzt im Norden an das Departamento Caaguazú sowie Guairá, im Süden an Itapúa, im Osten an Alto Paraná und im Westen an das Departamento Misiones sowie Paraguarí und beheimatet den 160 km² großen Nationalpark Caazapá.

## Geschichte
Caazapá gehört zu den Gegenden mit der frühesten konsolidierten Bevölkerung in Paraguay. Dazu beigetragen haben die Franziskaner (OFM) durch die Missionsgründungen von Caazapá im Jahr 1607 und Yutí im Jahr 1610. Zu Beginn des 20. Jahrhunderts führte der Bau der Eisenbahnlinie zum Hafen von Encarnación zu weiteren Ortsgründungen entlang der Strecke, wie Yhacanguazú, Iturbe, Maciel, Estación Sosa (heute Moisés Bertoni) und Yegros. 1906 wurde das Departamento Caazapá geschaffen. Im Jahr 2020 wurde im Distrikt Tavaí der bisher einzige Cenote Paraguays entdeckt.

## Wirtschaft
Es wird vorwiegend Landwirtschaft und Viehzucht betrieben. Die Haupterzeugnisse sind: Weizen, Soja, Reis, Mais, Zuckerrohr und Tabak. Bei der Viehzucht stehen die Rinder an erster Stelle, gefolgt von der stark angestiegenen Zahl von Schweinen. Caazapá ist das ärmste Departamento Paraguays, 47,9 % der Einwohner leben unterhalb der Armutsgrenze (Stand 2016).

## Distrikte
- Abaí
- Buena Vista
- Caazapá
- Doctor Moisés S. Bertoni
- Fulgencio Yegros
- General Higinio Morínigo
- Maciel
- San Juan Nepomuceno
- Tavaí
- Yuty